# Софія Вергара
Софі́я Маргари́та Верга́ра Верга́ра (ісп. Sofía Margarita Vergara Vergara, МФА: [soˈfi.a βerˈɣaɾa], нар. 10 липня 1972) — колумбійська й американська акторка, модель та продюсерка, п'ятиразова номінантка премії "Еммі".
Відомість здобула, ставши співведучою двох телепередач на каналі Univisión наприкінці 1990-х. Перша її роль в англомовному фільмі — «Ганяючись за Папі» (Chasing Papi), що вийшов у 2003. Надалі грала в бойовику Джона Сінґлтона «Кров за кров» (2005) і двох фільмах Тайлера Перрі — «Знайомство з Браунами» (2008) і «Мадея у в'язниці» (2009); за роль в останньому фільмі вона була номінована на премію ALMA. Також відома ролями в телефільмах і серіалах: «Старий Новий рік» (2011), «Три телепні» (2012), «Мачете вбиває» (2013), «Кухар на колесах» (2014), «Палкі втікачки» (2015), а також в анімаційному фільмі «Смурфики» (2011). Озвучувала мультфільми «Веселі ніжки» (2011) і «Втеча з планети Земля» (2013). Також з 2020 року Вергара є суддею на шоу «Америка має талант».
У 2012, 2013, і 2016 роках вона вважалася найвисокооплачуванішою акторкою в США. За підсумками 2019 року входила до десятки найбільш високооплачуваних акторів рейтингу Forbes; її заробіток склав $40 млн (71-е місце в загальному рейтингу знаменитостей).
Вергара виконала головну жіночу роль (Глорії Дельгадо-Прічетт) у серіалі «Американська сімейка», за яку чотири рази номінувалася на «Золотий глобус» і прайм-тайм премію «Еммі», сім разів — на премію Гільдії кіноакторів США. У 2014 році, за версією Forbes, вона посідала 32-ге місце серед найвпливовіших жінок планети у сфері моди.

## Ранні роки
Народилася в католицькій родині у місті Барранкілья. Мати, Маргарита Вергара де Вергара, була хатньою господаркою, а батько, Хуліо Енріке Вергара Робайо, займався м'ясним тваринництвом. Дитяче прізвисько Софії було «Тоті» — так її звали п'ятеро братів і сестер разом з численними кузенами. Первісно Вергара вступила до стоматологічного факультету Національного університету Колумбії, але залишила його за два семестри до випуску, вирішивши присвятити себе модельному бізнесу. Після смерті старшого брата Рафаеля вона переїхала до Маямі. Кузина Софії Сандра теж стала телеакторкою у США.

## Кар'єра
За чутками, до Вергари на пляжі підійшов фотограф і запропонував знятися. Незабаром надійшли пропозиції від модельного бізнесу й телебачення. Вергара спочатку «насторожено поставилась до пропозиції знятися у рекламі — допоки не отримала особистого дозволу своїх вчителів-католиків». Так у 17 років вона уперше з'явилася на екрані — у рекламному ролику Pepsi, що транслювався у Латинській Америці.
Потім вона почала навчання у Творчій Школі-Студії Акторської Майстерності (Creative Workshops School of Acting), де свого часу вчилася і Глорія Естефан.
У 2011 Вергарі запропонована головна роль у The Paperboy — драмі режисера Лі Деніелса. Після того, як зйомки були відкладені на тиждень і стало неможливим суміщати графіки зйомок з роботою у третьому сезоні «Американської сімейки», вона відмовилася від участі у фільмі.
У липні 2011 вона закінчила зйомки у «Трьох телепнях» братів Фареллі. Роль Лідії Гартер, яку вона виконала в фільмі, стала її першою значною роллю в кіно. Акторка говорить про це: «Я граю злосливу жінку, що намагається спрямувати Трьох Телепнів на вбивство свого чоловіка з метою заволодіти його грошима».
У квітні 2012 Вергара з'явилася у Vida con Toty — вебсеріалі на YouTube, зробленому її сином Маноло. У 2012 році вона стала найбільш високо оплачуваною співробітницею американського телебачення, отримуюючи 19 млн дол. на рік, що повідомлялося у списку, оприлюдненому на Forbes.com 18 липня. Журнал People назвав її однією з 50 найвродливіших людей, Hollywood Reporter і Billboard — однією з найвпливовіших латиноамериканок у Голлівуді.
7 травня 2015 року Вергара отримала зірку на голлівудській «Алеї Слави»
У червні 2016 американська ЛГБТ-організація «Кампанія за права людини» опублікувала відеозапис у пам'ять жертв трагедії в Орландо, де Вергара, разом з іншими, розповідала про загиблих.
Чотири рази вона номінувалася на премію «Еммі» в номінації «Провідна жіноча роль другого плану в комедійному серіалі» за роль у ситкомі «Американська сімейка» — у 2010, 2011, 2012 і 2013 роках.
З 2020 року Вергара є суддею на шоу «Америка має талант».

## Реклама
У 2011 році Вергара стає «обличчям» американського косметичного бренду CoverGirl, і уперше з'являється у каталозі у січні 2012. У квітні 2011 вона з'являється у рекламному ролику Diet Pepsi — разом з Девідом Бекхемом. Поява другого ролику Diet Pepsi з Вергарою належить до січня 2012
.
У 2011 повідомлялося, що Вергара розробляє власну лінію одягу для мережі Kmart, призначену для «футбольних мам».
. Вона також знімається у кількох рекламних роликах для компаній Xfinity (входить у Comcast) і State Farm.
У 2013 вона підписує рекламні контракти з такими компаніями, як Diet Pepsi, Rooms To Go, а також з виробником левотироксину.

## Особисте життя
Одружилася у 18-річному віці з Джо Гонсалесом (Joe Gonzalez), з яким познайомилася під час навчання в університеті. У вересні 1992 р. народила сина Маноло (Manolo). Подружжя розлучилося у 1993.
У 2000 році у Вергари виявили рак щитоподібної залози, вона перенесла операцію з її видалення, а також курс променевої терапії з використанням йоду-131. Лікування завершилося успішно, відтоді вживає препарати для запобігання гіпотиреозу.
У квітні 2011 року Хуліо Вергара, молодший брат Софії, був заарештований і в травні висланий зі США до Колумбії. Відомо, що він мав наркозалежність і проблеми з законом. В інтерв'ю журналу Parade Вергара сказала: «Бачити, як хтось поволі помирає понад 10 років — це найстрашніша кара. Зараз він наче інша людина».
10 липня 2012 було оголошено, що Вергара заручилася зі своїм другом Ніколасом Лоубом (Nicholas M. Loeb), проте 23 травня 2014 вона повідомила про розрив заручин.
У липні 2014 стало відомо, що Вергара зустрічається з Джо Манганьєлло (відомим роллю у фільмі «Реальна кров»). На Різдво пара заручилася, весілля відбулося 21 листопада 2015 у Палм-Біч.
Вергара має світле волосся, але на прохання режисерів вона іноді мусить перефарбовуватися в брюнетку, щоб зробити свій образ більш схожим на зовнішність типової латиноамериканки.

### Судовий позов
1 травня 2015 року повідомлялося, що Вергара і її колишній наречений Ніколас Лоуб сперечалися стосовно долі двох ембріонів, отриманих для них у результаті штучного запліднення і збережених шляхом кріоконсервації в одній з клінік Каліфорнії. У грудні 2016 в однім з судів штату Луїзіана позов «про право на життя» висунули проти Вергари одразу три позивачі: обидва ембріони (яких назвали «Емма» і «Ізабелла») та їхній «повірений» Джеймс Шарбонне (James Charbonnet). Метою позову було зберегти життя ембріонам і уможливити появу з них дітей — за допомогою сурогатної матері, а також добитися для них права на спадок від генетичної матері Вергари. Хоча у контракті між Вергарою і Лоубом, котрий вони підписали перед штучним заплідненням, зазначалося, що жодна сторона не має права розпоряджатися ембріонами без згоди іншої, позов намагався анулювати цей пункт.

## Фільмографія

### Фільми
| Рік  | Назва                           | Роль            | Примітки                                    |
| ---- | ------------------------------- | --------------- | ------------------------------------------- |
| 2002 | Великі неприємності             | Ніна            |                                             |
| 2003 | Ганяючись за Папі               | Сісі            |                                             |
| 2004 | 24-й день                       | Ізабелла        |                                             |
| 2004 | Ульотний транспорт              | Бланка          |                                             |
| 2005 | Королі Догтауна                 | Амелія          |                                             |
| 2005 | Кров за кров                    | Софі            |                                             |
| 2006 | Жарені на грилі                 | Лорідонна       |                                             |
| 2006 | Блондинка в шоколаді            | камео           |                                             |
| 2008 | Знайомство з Браунами           | Черіл           |                                             |
| 2009 | Медея у в'язниці                | T.T.            |                                             |
| 2011 | Смурфики                        | Оділлія         |                                             |
| 2011 | Старий Новий рік                | Ава             |                                             |
| 2011 | Веселі ніжки                    | Кармен          | озвучування оригінальної версії мультфільму |
| 2012 | Три телепні                     | Лідія Гартер    |                                             |
| 2013 | Втеча з планети Земля           | Геббі Бебблбрук | озвучування оригінальної версії мультфільму |
| 2013 | Під маскою жиголо               | Селіма          |                                             |
| 2013 | Мачете вбиває                   | Мадам Дездемона |                                             |
| 2014 | Кухар на колесах                | Інес            |                                             |
| 2015 | Шалена карта                    | D. D.           |                                             |
| 2015 | Палкі втікачки                  | Деніелла Ріва   | також була виконавчим продюсером фільму     |
| 2016 | Британці йдуть!                 |                 |                                             |
| 2018 | Завзяті шахраї                  | Вів'єн          |                                             |
| 2019 | Stano                           | Ангела Рамірес  | головна роль                                |
| 2021 | Коаті: Легенда джунглів         | Зейна           | озвучування оригінальної версії мультфільму |
| 2023 | Кудлаті перці                   | Долорес         | озвучування оригінальної версії мультфільму |
| 2024 | This Is Me... Now: A Love Story | Рак             |                                             |
| 2024 | Нікчемний Я 4                   | Валентина       |                                             |

### Телебачення
| Рік       | Назва                             | Роль                         | Примітки                                                  |
| --------- | --------------------------------- | ---------------------------- | --------------------------------------------------------- |
| 1995      | Acapulco, cuerpo y alma           | Іразема                      |                                                           |
| 1995–1998 | Fuera de serie                    | камео                        | співведуча                                                |
| 1999      | A que no te atreves               | камео                        | співведуча                                                |
| 1999      | Рятівники Малібу                  | камео                        | Серія «Хлопчаки завжди хлопчаки»                          |
| 2002      | Моя дружина і діти                | Сельма                       | Серія «Історія про самбу»                                 |
| 2004      | Ів                                | Ейпріл Перес                 | Серія «Суцільна вечірка»                                  |
| 2004      | Родні                             | Кармен                       | Серія «Dream Lover»                                       |
| 2005      | Hot Properties                    | Лола Ернандес                | головна роль (13 серій)                                   |
| 2005      | Punk'd (телешоу з розіграшами)    | камео                        | 5 сезон, 4 випуск                                         |
| 2007      | Антураж                           | селянська дівчина            | Серія «Ласкаво просимо до джунглів»                       |
| 2007      | Amas de Casa Desesperadas         | Алісія Овієдо                | 23 серії                                                  |
| 2007      | The Knights of Prosperity         | Есперанса Віллалобос         | головна роль (13 серій)                                   |
| 2007      | Dirty Sexy Money                  | Софія Монтоя                 | 4 серії                                                   |
| 2008      | Вогонь у крові                    | Леонора                      | 10 серій                                                  |
| 2008      | Men in Trees                      | Пілар Ромеро                 | 2 серії                                                   |
| 2009      | Танці з зірками                   | камео                        | гість передачі                                            |
| 2009–2020 | Американська сімейка              | Глорія Дельгадо-Прітчетт     | головна роль (250 серій)                                  |
| 2012      | Суботнього вечора у прямому ефірі | ведуча                       | У випуску «Sofia Vergara/One Direction»                   |
| 2013      | Шоу Клівленда                     | Сеньйора Чалупа              | у випуску «The Essence of Cleveland» (голосовий супровід) |
| 2013      | Гріфіни                           | квіткарка / латиноамериканка | Серія «The Giggity Wife» (озвучування)                    |
| 2014      | Killer Women                      | нема даних                   | виконавчий продюсер                                       |
| 2016      | Сімпсони                          | Керол Беррера                | Серія «Teenage Mutant Milk-Caused Hurdles» (озвучування)  |
| 2020      | Америка має талант                | Журі                         | 15 — 18 сезон                                             |
| 2024      | Гризельда                         | Гризельда Бланко             | головна роль                                              |

### Відеокліпи
| Рік  | Назва       | Виконавець пісні |
| ---- | ----------- | ---------------- |
| 1997 | «Que Diera» | Карлос Вівес     |

## Ролі в театрі
- 2009 — мюзикл «Чикаго» — Метрон («Мама») Мортон[65]

## Нагороди й номінації
| Рік  | Організація                 | Категорія                                                                | Номінована робота    | Підсумок  |
| ---- | --------------------------- | ------------------------------------------------------------------------ | -------------------- | --------- |
| 2005 | «Чорна котушка»             | Найкращий акторський склад(разом з рештою акторів)                       | Кров за кров         | Номінація |
| 2009 | Гільдія кіноакторів США     | Найкращий акторський склад у комедійному серіалі                         | Американська сімейка | Номінація |
| 2009 | ALMA                        | Найкраща акторка                                                         | Мадея у в'язниці     | Номінація |
| 2010 | «Золотий глобус»            | Найкраща жіноча роль другого плану                                       | Американська сімейка | Номінація |
| 2010 | Прайм-тайм премія «Еммі»    | Найкраща жіноча роль другого плану в комедійному серіалі                 | Американська сімейка | Номінація |
| 2010 | Гільдія кіноакторів США     | Найкраща жіноча роль у комедійному серіалі                               | Американська сімейка | Номінація |
| 2010 | Гільдія кіноакторів США     | Найкращий акторський склад у комедійному серіалі                         | Американська сімейка | Перемога  |
| 2011 | ALMA                        | Улюблена телеакторка у провідній ролі                                    | Американська сімейка | Номінація |
| 2011 | «Золотий глобус»            | Найкраща жіноча роль другого плану в серіалі, мінісеріалі або телефільмі | Американська сімейка | Номінація |
| 2011 | Imagen Foundation Awards    | Найкраща акторка на телебаченні                                          | Американська сімейка | Перемога  |
| 2011 | NAACP Image Awards          | Найкраща жіноча роль другого плану у комедійному серіалі                 | Американська сімейка | Перемога  |
| 2011 | Вибір телевізійних критиків | Найкраща жіноча роль другого плану в комедійному серіалі                 | Американська сімейка | Номінація |
| 2011 | Премія «Вибір дітей»        | Улюблена акторка кіно                                                    | Смурфики             | Номінація |
| 2011 | Прайм-тайм премія «Еммі»    | Провідна жіноча роль другого плану в комедійному серіалі                 | Американська сімейка | Номінація |
| 2011 | Премія «Супутник»           | Найкраща жіноча роль другого плану на телебаченні                        | Американська сімейка | Номінація |
| 2011 | Гільдія кіноакторів США     | Найкраща жіноча роль у комедійному серіалі                               | Американська сімейка | Перемога  |
| 2011 | Гільдія кіноакторів США     | Провідна жіноча роль у комедійному серіалі                               | Американська сімейка | Номінація |
| 2012 | Гільдія кіноакторів США     | Найкраща жіноча роль у комедійному серіалі                               | Американська сімейка | Номінація |
| 2012 | Гільдія кіноакторів США     | Провідний акторський склад у комедійному серіалі                         | Американська сімейка | Перемога  |
| 2012 | ALMA                        | Улюблена кіноакторка другого плану                                       | Три телепні          | Номінація |
| 2012 | ALMA                        | Улюблена телеакторка першого плану                                       | Американська сімейка | Номінація |
| 2012 | Прайм-тайм премія «Еммі»    | Провідна жіноча роль другого плану в комедійному серіалі                 | Американська сімейка | Номінація |
| 2012 | «Золотий глобус»            | Найкраща жіноча роль другого плану в серіалі, мінісеріалі або телефільмі | Американська сімейка | Номінація |
| 2012 | Премія «Гламур»             | Комедійна акторка                                                        | нема даних           | Перемога  |
| 2013 | Гільдія кіноакторів США     | Провідний акторський склад у комедійному серіалі                         | Американська сімейка | Перемога  |
| 2013 | «Золотий глобус»            | Найкраща жіноча роль другого плану в серіалі, мінісеріалі або телефільмі | Американська сімейка | Номінація |
| 2013 | Прайм-тайм премія «Еммі»    | Провідна жіноча роль другого плану в комедійному серіалі                 | Американська сімейка | Номінація |
| 2013 | Премія «Вибір народу»       | Улюблена комедійна акторка на телебаченні                                | Американська сімейка | Номінація |
| 2014 | «Золотий глобус»            | Найкраща жіноча роль другого плану в серіалі, мінісеріалі або телефільмі | Американська сімейка | Номінація |
| 2014 | NAACP Image Awards          | Провідна жіноча роль другого плану у комедійному серіалі                 | Американська сімейка | Номінація |
| 2014 | Премія «Вибір дітей»        | Улюблена смішна зірка                                                    | Американська сімейка | Номінація |
| 2015 | NAACP Image Awards          | Провідна жіноча роль другого плану у комедійному серіалі                 | Американська сімейка | Номінація |
| 2015 | Премія «Вибір народу»       | Улюблена комедійна акторка на телебаченні                                | Американська сімейка | Номінація |
| 2015 | Гільдія кіноакторів США     | Провідний акторський склад у комедійному серіалі                         | Американська сімейка | Номінація |
| 2016 | Premios Juventud            | Actriz Que Se Roba La Pantalla                                           | Американська сімейка | Номінація |
| 2016 | Премія «Вибір народу»       | Улюблена комедійна акторка на телебаченні                                | Американська сімейка | Номінація |
| 2016 | Премія «Вибір народу»       | Улюблена комедійна кіноакторка                                           | Палкі втікачки       | Номінація |